# Júbar
Júbar es una localidad española del municipio de Nevada, situada en la parte oriental de la Alpujarra Granadina (provincia de Granada), en Andalucía. A cuatro kilómetros del límite con la provincia de Almería, cerca de esta localidad se encuentran los núcleos de Mairena, Laroles, Mecina Alfahar, Válor y Nechite.

## Historia
El origen del nombre probablemente sea del árabe "al-Jub", que significa «el pozo».
Júbar, antes conocido como "Xúbar", fue una de las localidades de la taha granadina de Ugíjar. Perteneció al municipio de Mairena hasta 1972, cuando éste se fusionó junto con Laroles y Picena en un solo municipio llamado Nevada, recayendo la capitalidad municipal en el núcleo laroleño. Desde entonces, Júbar es una pedanía nevadense.